# Tugana
Tugana is een geslacht van spinnen uit de  familie van de Amaurobiidae (nachtkaardespinnen).

## Soorten
- Tugana cavatica (Bryant, 1940)
- Tugana crassa (Bryant, 1948)
- Tugana cudina Alayón, 1992
- Tugana infumata (Bryant, 1948)